# 陣内恵理子
陣内 恵理子（じんない えりこ、1963年6月21日 - ）は、日本のモデル、タレント、馬場馬術競技者。本名同じ。旧芸名は秋山絵梨子。岡崎事務所所属。夫は陣内孝則。

## 人物・来歴
東京都出身。1979年にモデルデビューし、CMやファッション雑誌などで活動。1983年から4年間は「non-no」のレギュラーモデルを務めた。また、1982年には資生堂キャンペーンアイドルグループの「シャワー」を結成している。その後はファッション雑誌のモデルや、テレビやラジオなどで活動。
趣味は水泳、ドライブ。身長は171cm、血液型はO型。
夫である陣内孝則との間に息子が2人いる。「いい夫婦 パートナー・オブ・ザ・イヤー 2018」の記者会見にて、結婚会見以来の31年ぶりに陣内孝則とメディア共演した。
馬術は、長男の出産後、夫の孝則が大河ドラマ出演のための乗馬の練習に同行したことがきっかけで始めた。20年以上のキャリアを誇り、全国大会にも出場経験がある。

## CM
- ニベア花王（1995年頃）
- ダイアナ （2002年頃）